# 森清右衛門
森 清右衛門（もり せいえもん）は慶長5年より代々家業として人夫馬請負業を営んだ有馬屋当主の名。本項では主に、多くの鉄道土木工事を手掛けた十三代目について記述する。

## 人物
先代・清右衛門の長男・吉太郞として1859年3月15日（安政6年2月11日）江戸は神田に生まれる。大原伯爵の私塾にて漢籍を学び、神田の共立学校にて英学を修めた。1874年（明治7年）の台湾征伐の際、有馬屋は大倉喜八郎より人夫の調達を請負う。多くの積荷と従軍人夫500名を乗せた米国籍の汽船・ニューヨークは横浜港から出港。有馬屋父子も帯同してこのまま渡台するはずであったが、中継地の長崎で問題が発生。不測の事態を避けるため父は戻ることになり、吉太郞がその名代として台湾へ渡った。
有馬屋は明治に入って運送業より土木工事の請負いに軸足を移す。1882年（明治15年）には日本鉄道の荒川橋梁工事にて職工人夫の供給を請負い、これが有馬屋が鉄道工事に関わった最初となった。次いで両毛鉄道、東海道線国府津付近、碓氷峠などの工事を請負って実績を積む。吉太郞は1889年（明治22年）7月に家督を継ぎ、十三代・清右衛門を襲名。日清戦争の頃に屋号を有馬屋から有馬組へと改めた。
1893年（明治26年）8月に起工した北陸線の敦賀 - 森田間。従来の鉄道工事とは違って隧道（トンネル）のある区間だったので、その経験なしでの入札は出来なかった。そこで清右衛門は、同業かつ台湾征伐時に一緒だった元大倉組の橋本忠次郎に相談。隧道工事経験を持つが夕張線工事の失敗で無一文となり、当時大阪の村上彰一宅に居候していた沢井市造を紹介される。沢井は有馬組の工事部長として入札に参加し、無事受注。1896年（明治29年）7月に開通した。
1896年（明治29年）当時国内最長にして最難関と言われた中央東線の笹子隧道工事においてはその労働力の供給を一手に任され、1902年（明治35年）に竣工した際には鉄道作業局長官の松本荘一郎より極めて異例の賞状が贈られた。1899年（明治32年）に鉄道請負業者が集まり日本土木組合が設立されると、鹿島組の鹿島岩蔵が頭取に、清右衛門は副頭取に就任。有馬組は1900年に起こった北清事変においても軍夫の供給を請負い、1904年（明治37年）4月より朝鮮京義線の工事にも携わった。だが1905年（明治38年）の日露戦争終結の頃には有馬組は支払いに窮し、ついに事業を整理する事態となる。しかしこのまま潰してしまうよりは債権回収の可能性があろうという債権者たちの考えもあり、1906年（明治39年）10月に資本金20万円にて合資会社有馬組が新たに設立された。清右衛門はその無限責任社員となる。
その前年7月には同じく合資会社の有馬組汽船部を設立。汽船一隻を持ち、海運及び中国南洋との貿易にも手を広げている。1919年（大正8年）10月、台湾で造林業を行う台陽殖産株式会社を設立し清右衛門は社長に就任。1926年（大正15年）11月には京城府に長男・清太郎を代表とする合資会社朝鮮有馬組が設立された。その他、清右衛門は東京商業会議所会員、東京府会議員（神田区選出、1891年5月 - 1895年12月）、豆相人車鉄道や横浜電気鉄道の取締役なども務めている。1936年（昭和11年）7月16日病没。
清右衛門は普段より装いに気を使い、モーニング着用の際は胸にシルクのハンカチーフを挟むことを忘れなかった。また茶道を嗜み、碁は初段の腕前、和歌を井上通泰に学んだ。

## 台湾従軍
東京へ帰った父の名代として人夫を取りまとめ上陸した1874年（明治7年）の台湾の地。交戦が予想より遥かに少ないのは良かったが、娯楽も何もない場所で皆退屈を持て余していた。男ばかりの中でその頃満15歳だった吉太郎は紅顔の美少年として持て囃され、将校たちから酒宴の度に呼ばれては侍らされ大変な思いをした。なんとか逃れたい一心で日々隠れ潜んでいたところ、これを見かねた記者の岸田吟香が、日本へ帰る運送船にこっそりと吉太郎を乗せ帰国させた。翌日上層部に呼び出された岸田であったが、堂々と抗弁し処分を免れている。

## 家族・親族
有馬屋の祖先は徳川家康の下その武勇で名を馳せた本多忠勝の家臣であり、関ヶ原の戦い時には輜重方を務めたと伝わる。その後、武士をやめ町人となり人夫馬供給の請負業を始めるにあたり、主君・忠勝より「有馬屋」の屋号を賜った。
- 父である十二代清右衛門は悲劇の歌舞伎役者として知られた三代目・沢村田之助に出資し、1873年（明治6年）の沢村座開場を援助した[20][注 13]。
- 長男・清太郞（1885年3月生）は1908年（明治41年）に一ツ橋の東京高等商業学校を卒業[5]。父の後を継ぎ有馬組の十四代当主となった[注 14]。清太郎の妻・ヒデ（1896年9月生）は起立工商会社パリ支店の初代支店長を務めた大塚琢造の二女。
- 三男・鷹三（1887年11月生）は東京帝大法科を卒業の後、ロンドン大学及びリーズ大学にてさらに学び、国際軍事監督委員としてドイツのキールへ赴任。有馬組（名）理事、美最時洋行[注 15]の願問兼東京代表も務めた。鷹三の妻・オルガ（1900年生）はスイスの出身、ロダン女子大学卒業。長女・恵美子（1926年生）あり[26][27]。
- 清右衛門は幾人もの養女を取っており、妻・ブン[注 16]（熊井善吉長女、1869年9月生）の実妹・とら（熊井善吉二女、1872年8月生）は、清右衛門の養女となった後に東京日本橋の呉服太物商、小川屋・小川専之助[注 17]の後妻に入った。飛行家のバロン滋野として著名な滋野清武男爵の妹・足子（1891年12月生）は、清右衛門の養女となった後にアメリカ帰りの実業家・葛原猪平に嫁ぎ、同じく養女・はな（1891年5月生）は東京府士族・逸見経一郞の妹で、広島県士族・川村辰彦の長男・素彦に嫁いだ[28]。
- 義兄・山口素臣は姉・きち（1849年4月生）の夫で、日清戦争や北清事変で功を挙げた陸軍大将[29]。
- 義弟・熊井福之助（1879年生）は妻・ブンの弟。14年間の下積みを経て1906年に独立し、日本橋区薬研堀町に各種組紐製造販売の平松屋を開業。後に合資会社熊井商店とする[30]。

## 著書
- 『日本の労働者』（有馬組）1919年 - 国立国会図書館所蔵